# Tellin’ Stories
Az 1997-es Tellin' Stories a The Charlatans negyedik nagylemeze. Ezen a lemezen működött utoljára közre Rob Collins alapító tag és billentyűs, aki a munkálatok közepén hunyt el egy autóbalesetben. Az album az együttes legnagyobb kereskedelmi sikere, három top 10-es kislemezt termelt. A Tellin' Stories szerepel az 1001 lemez, amit hallanod kell, mielőtt meghalsz című könyvben.

## Az album dalai
|     | Cím                   | Szerző(k)                                       | Hossz |
| --- | --------------------- | ----------------------------------------------- | ----- |
| 1.  | With No Shoes         | Blunt, Brookes, Burgess, M. Collins, R. Collins | 4:42  |
| 2.  | North Country Boy     | Blunt, Brookes, Burgess, M. Collins, R. Collins | 4:05  |
| 3.  | Tellin' Stories       | Blunt, Brookes, Burgess, M. Collins, R. Collins | 5:13  |
| 4.  | One To Another        | Blunt, Brookes, Burgess, M. Collins, R. Collins | 4:29  |
| 5.  | You're A Big Girl Now | Blunt, Brookes, Burgess, M. Collins, R. Collins | 2:49  |
| 6.  | How Can You Leave Us  | Blunt, Brookes, Burgess, M. Collins, R. Collins | 3:47  |
| 7.  | Area 51               | Blunt, Brookes, Burgess, M. Collins, R. Collins | 3:37  |
| 8.  | How High              | Blunt, Brookes, Burgess, M. Collins, R. Collins | 3:06  |
| 9.  | Only Teethin'         | Blunt, Brookes, Burgess, M. Collins, R. Collins | 5:19  |
| 10. | Get On It             | Blunt, Brookes, Burgess, M. Collins, R. Collins | 5:56  |
| 11. | Rob's Theme           | Blunt, Brookes, Burgess, M. Collins, R. Collins | 3:54  |

## Kislemezek a brit kislemezlistán
| Év   | Kislemez          | Helyezés |
| ---- | ----------------- | -------- |
| 1996 | One to Another    | 3        |
| 1997 | North Country Boy | 4        |
| 1997 | How High          | 6        |
| 1997 | Tellin' Stories   | 16       |

## Közreműködők
- Tim Burgess – ének, szájharmonika
- Mark Collins – gitár
- Rob Collins – mellotron, orgona, zongora, háttérvokál
- Martin Duffy – mellotron, orgona, zongora
- Martin Blunt – basszusgitár
- Jon Brookes – dob

## Fordítás
Ez a szócikk részben vagy egészben a Tellin' Stories című angol Wikipédia-szócikk ezen változatának fordításán alapul.  Az eredeti cikk szerkesztőit annak laptörténete sorolja fel. Ez a jelzés csupán a megfogalmazás eredetét és a szerzői jogokat jelzi, nem szolgál a cikkben szereplő információk forrásmegjelöléseként.